# Вяз эллиптический
Вяз эллиптический (лат. Ulmus elliptica) — лиственное дерево, вид рода Вяз (Ulmus) семейства Вязовые (Ulmaceae).

## Распространение и экология
В природе ареал вида охватывает Кавказ, южные районы Европейской части России (на восток до Саратова) и, спорадически, Крым.
Произрастает в широколиственных лесах.

## Ботаническое описание
Крупные деревья высотой до 40 м, со стволом диаметром до 1,5 м. Крона широкоцилиндрическая, с закруглённым верхом. Молодые веточки голые или пушистые. Кора серо- или красно-бурая; на стволах бурая, глубоко растрескивающаяся.
Почки острые, длиной 4—6 мм, в верхней части опушённые ржаво-бурыми волосками, в нижней серо-волосистые. Листья эллиптические, с неравнобоким основанием и заостренной, нередко трёхлопастной верхушкой, длиной до 15 см, шириной 5—6 см, по краю двояко-изогнуто-пильчатые, с 15—20 парами прямых жилок, сверху шершавые, снизу и по черешку мягковолосистые.
Плод — обратнояйцевидная, эллиптическая или округлая крылатка длиной 3 см, с светло-красно-бурым, шелковисто-опушённым орешком, сидящим в центре и отделенным от верхней выемки крыла швом в 5—8 мм.
Цветение в апреле — мае. Плодоношение в июле.

## Таксономия
Вид Вяз эллиптический входит в род Вяз (Ulmus) семейства Вязовые (Ulmaceae) порядка Розоцветные (Proteales).
|  |                                      |  |                                                             |                                                             |                   |  | ещё 8 семейств (согласно Системе APG II) | ещё 8 семейств (согласно Системе APG II) |                       |  |  |  | ещё около 40 видов |
|  |                                      |  |                                                             |                                                             |                   |  | ещё 8 семейств (согласно Системе APG II) | ещё 8 семейств (согласно Системе APG II) |                       |  |  |  | ещё около 40 видов |
|  |                                      |  |                                                             | порядок Розоцветные                                         |                   |  |                                          |                                          | род Вяз               |  |  |  |                    |
|  |                                      |  |                                                             | порядок Розоцветные                                         |                   |  |                                          |                                          | род Вяз               |  |  |  |                    |
|  | отдел Цветковые, или Покрытосеменные |  |                                                             |                                                             | семейство Вязовые |  |                                          |                                          | вид Вяз эллиптический |  |  |  |                    |
|  | отдел Цветковые, или Покрытосеменные |  |                                                             |                                                             | семейство Вязовые |  |                                          |                                          |                       |  |  |  |                    |
|  |                                      |  | ещё 44 порядка цветковых растений (согласно Системе APG II) | ещё 44 порядка цветковых растений (согласно Системе APG II) |                   |  |                                          | ещё около 9 родов                        | ещё около 9 родов     |  |  |  |                    |
|  |                                      |  |                                                             | ещё 44 порядка цветковых растений (согласно Системе APG II) |                   |  |                                          |                                          | ещё около 9 родов     |  |  |  |                    |